# Josip Konta
Josip Konta (Livno, 18. svibnja 1946. – Zagreb, 7. prosinca 2023.) bio je hrvatski akademski kipar i slikar, živio je i radio u Zagrebu.

## Životopis
Rodio se je u Livnu 1946. godine. Nakon završetka petogodišnje Srednje škole primijenjenih umjetnosti u Sarajevu, diplomirao je na Akademiji likovnih umjetnosti u Zagrebu 1972. godine, a postdiplomski studij završava u majstorskoj radionici prof. Antuna Augustinčića od 1972. – 1974. godine.
Poslije trogodišnjeg rada na mjestu direktora Ljevaonice umjetnina pri Akademiji likovnih umjetnosti u Zagrebu, živio je i radio kao samostalni umjetnik u Zagrebu. Preminuo je 7. prosinca 2023. godine u Zagrebu, ispračaj je bio 12. prosinca 2023. godine u krugu uže obitelji, sukladno njegovoj želji.

## Stvaralaštvo
Kiparski i slikarski opus Josipa Konte sastoji se od nekoliko glavnih ciklusa: Grupe ljudi, Šetači, Plesači, Jahači, Konji, Aktovi i Mora. Također slikao je i pejzaže i portrete, a u slikarstvu i kiparstvu radio je sakralna motive koje prikazuje kroz prizmu ljudske patnje i sreće. Portreti mu nisu omiljena tema, no pojavljuju mu se u opusu, dok su mu morski pejzaži draži te se pojavljuju povremeno kroz sve cikluse. Lica mu kao slikaru nisu previše bitna, a više mu je bitna kompozicija, tako da od lica ponekad ostaje samo silueta na kojoj se može iščitati stanje svijesti lika.
Svakako temeljna karakteristika kiparskog rada i angažmana Josipa Konte jesu njegove brojne skulpture od pojedinih figura (muškarac ili žena), pa do njegovih omiljenih konjaničkih figura te dijela ciklusa parova odnosno grupe ljudi.
Vođen istraživanjem figure, Konta kao kipar i kao slikar u ljudskom tijelu ne traži ni ljepotu, ni ružnoću. U pokretima njegovih figura odražava se grč borbe za postojanje ili nježnost ljubavnog zagrljaja. Praznine i nepravilnosti na tijelu skulptura simboliziraju priznanje iznimne ljudske ranjivosti i slabosti. 
Konta gradi vrlo profinjene, izrazito simboličke konjaničke figure. Konj kao tema ne služi kao puka kulisa ili postament nekoj važnoj povijesnoj figuri nego je čovjekov teško dostižan alter ego, snažan i graciozan.

## Ostalo
Josip Konta izradio je veći broj bista te nekoliko spomenika kao suradnik ili kao samostalni autor. Kao suradnik, nekoliko mjeseci u Dubrovniku je surađivao s Marijanom Kockovićem prije upisa na akademiju; kao suradnik djelomično je bio angažiran na Spomeniku Seljačkoj buni 1573. autora Antuna Augustinčića; kao direktor Ljevaonice umjetnina pri Akademiji likovnih umjetnosti u Zagrebu, bio je angažiran na ljevanu u bronci spomenika Nikole Tesle, autora Frana Kršinića, isporučenog u rekordnom roku i postavljenom u SAD-u na slapovima Niagare. Kao autor izradio je spomenike koji su postavljeni u Lištanima, spomenik Uskrsnuće i reljefe sedam od četrnaest postaja Križnog puta i u Livnu, Spomenik poginulima za slobodu hrvatskoga naroda, na kojem se obilježavaju važnije obljetnice. U Livnu je na javnim površinama postavljeno nekoliko njegovih skulptura u bronci.
U 2015. godini Josip Konta intenzivno se je posvetio radu u pastelu i grafikama.
U 2018. godini uredio je atelje u kojem intenzivno stvara. Atelje se kolokvijalna naziva Josip Konta art studio i nalazi se u preuređenom starom industrijskom prostoru u strogom gradskom središtu grada Zagreba. U njemu se nalaze kiparska i slikarska radionica. Također, u sklopu art studija nalazi se galerijski prostor u kojem se mogu pregledati recentna umjetnička djela Josipa Konte.
U 2018. godini sudjelovao je sa šest skulptura u bronci (Torzo iz 1976., Čovjek Koji Traži Sunce iz 1981., Molitva Za Mir iz 1982., Balerina iz 1982., Jahač iz 1988., Pogled Ka Suncu iz 1995.,) i jednim reljefom (Vrata Pakla iz 1978.) na sajmu suvremene umjetnosti P/CAS u Parizu od 18. do 21. listopada u gracioznoj hali Le Carreau Du Temple izgrađenoj 1863 godine.
U prvom dijelu 2019 godine održao je samostalnu izložbu u Galeriji svetog Krševana u Šibeniku i galeriji Kavana Lav u Zagrebu te je nastupio na sajmu umjetnosti u "Nesvrstani - Boutique Art Fair 2019", koji se je održao u Laubi, u Zagrebu.
U proljeće 2021. godine postavljena je samostalna "Izložba Josipa Konte" u Boutique Hotelu Alhambra & Villa Augusta 5*, Otok Lošinj, Hrvatska. Izložba je ponovo organizirana i 2022. godine.

## Projekti na javnim površinama
- Žena s vrčem, godina 1980., Guber, BiH
- Gospodarica samoće, godina 1989., Livno, BiH
- Postaje križnoga puta, godina 1995., Lištani, BiH
- Isusovo uskrsnuće, godina 1995., Lištani, BiH
- Spomenik poginulim za slobodu hrvatskog naroda, godina 2000., Livno, BiH
- Poprsje Fra Mihovil Sučić, godina 2002., Livno, BiH
- Jesen, godina 2005., Lipik, Hrvatska

## Popis samostalnih izložbi / grupnih izložbi / umjetničkih sajmova
Samostalne izložbe
- 1977. Naziv izložbe: Skulptura, Salon Nacionalnog sveučilišta Livno, Livno, Bosna i Hercegovina
- 1978. Naziv izložbe: Konta, Galerija Karas, Starčićev trg 6, Zagreb, Hrvatska, HDLU
- 1979. Naziv izložbe: Izložba skulptura, Galerija Karas, Starčićev trg 6, Zagreb, Hrvatska
- 1979. Naziv izložbe: Konta, Samoupravna kulturna zajednica Novi Zagreb, avenija Pomoraca 17, Zagreb, Hrvatska
- 1983. Naziv izložbe: Josip Konta, Galerija Karas, Praška 4, Zagreb, Hrvatska, HDLU
- 1989. Naziv izložbe: Josip Konta, Galerija 44, Livno, Bosna i Hercegovina
- 2017. Naziv izložbe: Mala retrospektiva, Galerija Kavana Lav, Opatička 2, Zagreb, Hrvatska
- 2018./2019. Naziv izložbe: Samo pastele! Galerija Kavana Lav, Opatička 2, Zagreb, Hrvatska
- 2019. Naziv izložbe: Mala retrospektiva. Galerija sv. Krševana - Galerija likovnih umjetnosti i suvremene umjetnosti grada Šibenika, Hrvatska
- 2019. Naziv izložbe: Morski motivi. Galerija Kavana Lav, Opatička 2, Zagreb, Hrvatska
- 2019. Naziv izložbe: Male grafike. Galerija Kavana Lav, Opatička 2, Zagreb, Hrvatska
- 2019./2020. Naziv izložbe: Kiparske siluete i skulpture, Galerija Libar, Hotel Sheraton, Kneza Borne 2, Zagreb, Hrvatska
- 2021. Naziv izložbe: Izložba Josipa Konte 2021, Boutique Hotel Alhambra 5*, Otok Lošinj, Hrvatska
- 2022. Naziv izložbe: Izložba Josipa Konte 2022, Boutique Hotel Alhambra 5*, Otok Lošinj, Hrvatska
- 2023. Naziv izložbe: Izložba Josipa Konte 2023, Boutique Hotel Alhambra 5*, Otok Lošinj, Hrvatska
- 2024. Naziv izložbe: Izložba Josipa Konte 2024, Boutique Hotel Alhambra 5*, Otok Lošinj, Hrvatska

Grupne izložbe / art sajmovi
- 1972. Naziv izložbe: Izložba studentskih radova, Akademija likovnih umjetnosti Zagreb, Ilica 85, Zagreb, Hrvatska
- 1972. Naziv izložbe: Izložbeni centar, Galerija Studentskog Centra, Savska 25, Zagreb, Hrvatska
- 1976. Naziv izložbe: Izložba mladih umjetnika, Galerija Karas, Starčićev trg 6, Zagreb, Hrvatska, HDLU
- 1976. Naziv izložbe: 8. Salon mladih, Umjetnički paviljon Zagreb, Trg Kralja Tomislava 22, Zagreb, Hrvatska
- 1977. Naziv izložbe: Inovacija, Galerija Karas, Starčićev Trg 6, Zagreb, Hrvatska, HDLU
- 1977. Naziv izložbe: Izložba novije hrvatske umjetnosti; Galerija Karas, Starčićev trg 6, Zagreb, Hrvatska, HDLU
- 1981. Naziv izložbe: Umjetnik u krizi, Galerija Ulrich, Ilica 40, Zagreb, Hrvatska
- 1982. Naziv izložbe: Prvo trijenale hrvatskog kiparstva - sukobi; Gliptoteka Jugoslavenske akademije znanosti i umjetnosti, Medvedgradska 2, Zagreb, Hrvatska
- 1984. Naziv izložbe: Livnjaci u Livnu, Salon Nacionalnog sveučilišta Livno, Bosna i Hercegovina
- 1984. Naziv izložbe: Likovna umjetnost, Galerija Ulrich, Ilica 40, Zagreb, Hrvatska
- 1984. Naziv izložbe: Proljetni likovni salon, Salon Nacionalnog sveučilišta u Livnu, Bosna i Hercegovina
- 2002. Naziv izložbe: Izložba kipara i slikara rođenih u Livnu, Galeriji Anić, Livno, Bosna i Hercegovina
- 2004. Naziv izložbe: Izložba živih akademskih kipara i slikara, Galerija Gabrijel Jurkić, Zagreb, Hrvatska
- 2016. Naziv izložbe: Susret tri generacije, Franjevački muzej i Galerija Gorica, Livno, Bosna i Hercegovina
- 2018. Internacionalni sajam suvremene umjetnosti P/CAS u Parizu od 18. do 21. listopada 2018., Le Carreau Du Temple, Pariz, Francuska
- 2019. Sajam umjetnina "NESVRSTANI - Boutique Art Fair 2019", sajam suvremene umjetnosti u Zagrebu, Hrvatska
- 2019. Naziv izložbe: Izložba hrvatskih i inozemnih umjetnika 2019, Boutique Hotel Alhambra 5*, Otok Lošinj, Hrvatska
- 2019. Naziv izložbe: Art & Beauty, Hotel Bellevue 5*, Otok Lošinj, Hrvatska
- 2020. Naziv izložbe: Izložba hrvatskih i inozemnih umjetnika 2020, Hotel Bellevue 5*, Otok Lošinj, Hrvatska
- 2021. Naziv izložbe: Izložba hrvatskih i inozemnih umjetnika 2021, Hotel Bellevue 5*, Otok Lošinj, Hrvatska
- 2022. Naziv izložbe: Izložba hrvatskih i inozemnih umjetnika 2022, Hotel Bellevue 5*, Otok Lošinj, Hrvatska
- 2023. Naziv izložbe: Izložba hrvatskih i inozemnih umjetnika 2023, Hotel Bellevue 5*, Otok Lošinj, Hrvatska
- 2024. Naziv izložbe: Izložba hrvatskih i inozemnih umjetnika 2024, Hotel Bellevue 5*, Otok Lošinj, Hrvatska

## Popis publikacija / kataloga
- 1976. Katalog izložbe: 8. Salon mladih, Nenad Dogan, Stanko Špoljarić, Umjetnički paviljon Zagreb
- 1976. Katalog izložbe: Izložba mladih umjetnika, Branko Ružić, HDLU
- 1977. Katalog izložbe: Skulptura, Zdravko Poznić, Ljubica Stanovuk, Nacionalno sveučilište u Livnu
- 1977. Katalog izložbe: Inovacija, HDLU
- 1977. Katalog izložbe: Izložba novije hrvatske umjetnosti, HDLU
- 1978. Katalog izložbe: Konta, Juraj Baldani, HDLU
- 1979. Katalog izložbe: Izložba skulptura, Galerija Karas
- 1979. Katalog izložbe: Konta, Samoupravna kulturna zajednica Novi Zagreb
- 1981. Katalog izložbe: umjetnik u krizi, Ariana Kralj, Likum - Galerija Ulrich
- 1982. Katalog izložbe: Prvo trijenale hrvatskog kiparstva - sukobi; Ana Adamec, Darko Schneider, Davor Matičević, Gliptoteka Jugoslavenske akademije znanosti i umjetnosti
- 1983. Naziv izložbe: Josip Konta, Galerija Karas, Praska 4, Zagreb, Hrvatska, Boro Pavlović, Blaženka Uglješić, HDLU
- 1984. Katalog izložbe: Livnjaci u Livnu, Tomislav Sola, Rapko Orman, Ago Pivčić, Nacionalno sveučilište Livno
- 1984. Katalog izložbe: Fineart, Ariana Kralj, Galerija Likum - Ulrich
- 1986. Katalog izložbe: Proljetni likovni salon, Rapko Orman i Ago Pivčić, Nacionalno sveučilište Livno
- 2002. Katalog izložbe: Izložba kipara i slikara rođenih u Livnu, Galerija Anić
- 2004. Katalog izložbe: Izložba živih akademskih kipara i slikara, Galerija Gabrijel Jurkić
- 2005. Katalog: Hrvatski umjetnici Plehanu, Vlatko Bazanović, Slavko Hrani, Marko Prgomet, Franjevački samostan Plehan
- 2016. Katalog izložbe: Susret tri generacije, Franjevački muzej i Galerija Gorica
- 2016. Katalog izložbe: Mala retrospektiva, Josip Konta Art d.o.o.
- 2017. Mapa skulptura Josipa Konte, 128 stranica, Josip Konta Art d.o.o.
- 2019. Katalog izložbe: Mala retrospektiva Galerije sv. Krševana (Antonija Modrušan, Pavao Roca, Valentino Dražić-Čelić, Goran Margeta) - Galerija likovne umjetnosti i suvremene umjetnosti grada Šibenika, Hrvatska
- 2019. Katalog izložbe: Kiparske siluete i skulpture, Galerija Libar/Josip Konta Art d.o.o.
- 2022. Mapa skulptura Josipa Konte (izdanje za 2022. godinu), 144 stranice, Josip Konta Art d.o.o.

## Privatan život
Konta je u braku sa suprugom Marijom Sekom (rođ. Kranjčec) bio 51 godinu. Otac je dva sina: Ivana-Josipa i Marka.

## Galerija
- Atelje Josipa Konte – godina 2019.
- Izložba u Galeriji svetog Krševana, Šibenik, godina 2019.
- Detalj, izložba u Galeriji svetog Krševana, Šibenik, godina 2019.
- Atelje Josipa Konte godina 2019.
- P/CAS međunarodni art fair 2018., Carreau Du Temple, Pariz, Francuska
- "NESVRSTANI - Boutique Art Fair 2019", Lauba, Zagreb
- Detalj, izložba u Galeriji svetog Krševana, Šibenik, godina 2019.
- Kiparske siluete, kombinirana tehnika, godina 2019.
- P/CAS mađunarodni art fair 2018, Carreau Du Temple, Pariz, Francuska
- Veliko zanimanje publike za skulpturama Josipa Konte na "NESVRSTANI – Boutique Art Fair 2019", Lauba, Zagreb
- Kiparske siluete, kombinirana tehnika, godina 2019.
- Josip Konta modelira skulpturu.
- Josip Konta i Pablo Piccaso, zajedno izloženi.
- Intervju Josipa Konte za nacionalnu televiziju HRT povodom otvaranje izložbe u Šibeniku.
- Skulptura Josipa Konte, Molitva za mir, izložena u luksuznom interijeru.
- Isusovo uskrsnuće, godina 1995, Lištani, BiH, izradio Josip Konta.
- Spomenik poginulim za slobodu hrvatskog naroda, godina 2000, Livno, BiH, izradio Josip Konta.
- Jedna od Postaja križnoga puta, godina 1995, Lištani, BiH, koje je izradio Josip Konta.

## Vanjske poveznice
- https://www.josipkontaart.com/  (službena Internet stranica)
- https://www.instagram.com/josip_konta_art/ (službeni Instagram profil)
- https://www.facebook.com/JosipKontaArt/ (službena Facebook stranica)
- https://twitter.com/ArtJosip (službeni Twitter profil)